# 坑贝站
坑贝站为广州地铁21号线的一个车站，位于中國廣東省广州市增城区324国道（风光路）坑贝村。车站于2018年12月28日随21號線首通段通车而启用。

## 車站結構

### 車站樓層
本站共有兩層，地面為324国道，地下一層为站厅层；地下二層為21號綫月台。
| 地下一层 | 站厅                       | 售票機、客服中心、警务室、安检设施 |  |  |
| 地下二层 | 2 站台                     | █21号线 天河公园方向（下站：中新） |  |  |
|          | 岛式站台（卫生间、母婴室） |                                    |  |  |
|          | 1 站台                     | █21号线 增城广场方向（下站：凤岗） |  |  |

### 站厅

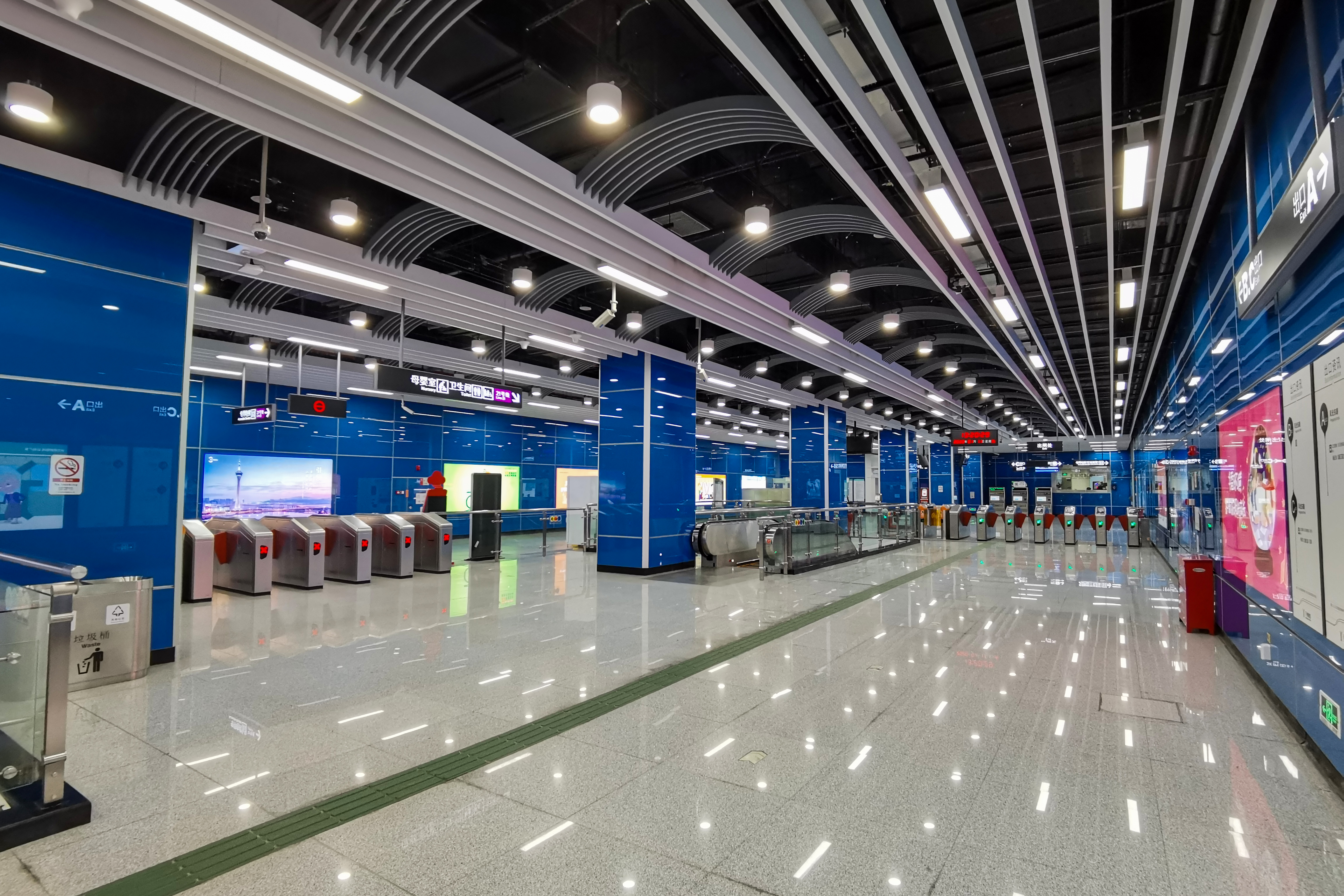
站厅

坑贝站站厅設有售票機、自动售卡/充值机、客務中心，同时设有自动售卖机。
为方便行人进出，目前站厅南侧被划分为收费区，收费区内设有多组扶手电梯、楼梯和一台专用电梯供乘客前往月台层。

### 月台
本站設有一個島式月台，位於324国道地底。本站的卫生间和母婴室位于站台层西端。

2号站台全景图

另外，本站往增城广场的一侧設有一組雙存車線。

### 出入口
坑贝站目前设有3个出入口供乘客进出车站。
|                                           |                                                       |      |          |                            |
| 編號                                      | 设施                                                  | 照片 | 出口指示 | 建議前往的目的地           |
| A                                         | 扶手电梯标志                                          |      | 风光东路 | 坑贝地铁站公交车站（东行） |
| B                                         | 盲道标志 · 升降机标志 · 无障碍通道标志 · 扶手电梯标志 |      | 风光东路 |                            |
| C                                         | 盲道标志 · 扶手电梯标志                               |      | 风光东路 | 坑贝地铁站公交车站（西行） |
| 註： 設有 \| 設有 \| 設有 \| 設有扶手電梯 |                                                       |      |          |                            |

## 接驳交通
| 公交（山田地铁站） \| 编号 \| 编号 \| 线路 \| 线路 \| 线路 \| 收费 \| 备注 \| \| ---- \| ------ \| -------------------- \| -------------------- \| ---------------------- \| -------------------- \| -------------------- \| \| \| 370 \| 科教城西公交总站 \| ⇆ \| 创新大道（万科幸福荟） \| 3元 \| 30分/班 \| \| \| 增城11 \| 二汽车站 \| ⇆ \| 五福路 \| 4元 \| \| \| \| 增夜7 \| 已于2023年2月9日停办 \| 已于2023年2月9日停办 \| 已于2023年2月9日停办 \| 已于2023年2月9日停办 \| 已于2023年2月9日停办 \| |        |                      |                      |                        |                      |                      |
| 编号 | 编号   | 线路                 | 线路                 | 线路                   | 收费                 | 备注                 |
| | 370    | 科教城西公交总站     | ⇆                    | 创新大道（万科幸福荟） | 3元                  | 30分/班              |
| | 增城11 | 二汽车站             | ⇆                    | 五福路                 | 4元                  |                      |
| | 增夜7  | 已于2023年2月9日停办 | 已于2023年2月9日停办 | 已于2023年2月9日停办   | 已于2023年2月9日停办 | 已于2023年2月9日停办 |

## 历史
在21號線初期規劃中，並沒有設置本站。後來在2012年9月7日的環評公示修改稿中，在車站現時位置增設本站。因車站在中新站以東，故命名为中新東站作為規劃及工程名稱。2018年初，广州地铁集团向民政局申报坑贝站为本站站名，并于同年8月正式获批。
车站于2018年10月30日移交运营部门调试，12月28日12时28分随21號線首通段通车而正式启用。